# Oncholaimus paralangrunensis
Oncholaimus paralangrunensis är en rundmaskart som först beskrevs av Allgen 1947.  Oncholaimus paralangrunensis ingår i släktet Oncholaimus och familjen Oncholaimidae. Inga underarter finns listade i Catalogue of Life.